# جام جم (مجله)
جام جم نشریه‌ای بود فرهنگی-ادبی-هنری که در سال ۱۳۲۸ شروع به کار کرد. جام جم ماهانه بود؛ شش شماره منتشر شد.
نخستین شمارهٔ جام جم در فروردین سال ۱۳۲۸ منتشر می‌شود، و در این سال، این مجله را نمی‌توان با توجه به نشریات مترقی پیش از آن در این دوره مجله‌ای پیشتاز در هنر نو دانست، ولی با توجه به اعتدالی که وزنهٔ سنگینش را به طرف فردا خم می‌کرد، نمی‌توان آن را به خاطر نسپرد.
در روزگاری که پیشروترین نشریات هنری ایران چشم و دهان‌شان به شرق یا غرب بود، جام جم نخستین کوشش ملی‌گرایانهٔ هنر مدرن ایران محسوب می‌شد. در سال ۱۳۲۸ هنر مدرن ایران به آن حد از تکامل رسیده بود که با بازبینی دوبارهٔ خود و گذشته‌اش، بر سر پای خود بایستند، و جام جم، به یک معنی، پرچمدار و طلیعهٔ هنر مترقی مدرن و ملی شد.
جام جم، متین‌ترین مجلهٔ مطمئن‌به‌خویش زمانهٔ خود بود. همان اطمینان و اعتمادی که به سبب شکست جنبش دههٔ بیست، و سرخوردگی و قطع امید از بیگانگان، بعد از کودتای ۲۸ مرداد، در شاعران پیشرو ما پیدا می‌شود و عظیم‌ترین و درخشان‌ترین شعرهای چند قرن اخیر را حاصل می‌کند.
در سرمقالهٔ نخستین شمارهٔ جام جم می‌خوانیم:
ما تصمیم گرفته‌ایم مُبَلغ یک هنر کاملاً ملی و پیشرو باشیم و در برابر همهٔ عوامل مخالفی که در راه تغییر جهت و انحراف هنر ملی و نوین ایران می‌کوشند ایستادگی کنیم. [...] ما عزم کرده‌ایم با صرف همهٔ قوای خود بر ضد دستگاه‌ها و طرف تفکرهای ضدملی در عرصهٔ هنر، بر ضد عواملی که می‌خواهند هنر ایرانی را تبدیل به یک هنر دست‌نشانده، زبود و غیرملی سازند، مبارزه کنیم و راهنمای ایجاد هنری متناسب با این دوران ناسیونالیسم شویم.
مطالب شمارهٔ اول جام جم بدین قرار است:
دربارهٔ هنر از شاپور زندنیل؛ زندگی، شعری از سهراب سپهری؛ نظری به موسیقی علمی؛ شعری از منوچهری دامغانی؛ میکل‌آنژ؛ آرزوی خام از «ت»؛ ملاحظاتی دربارهٔ عناصر یک قطعهٔ هنری؛ کرم پیروز از ادگار آلن‌پو؛ انتقاد از مطبوعات.
پشت جلد شمارهٔ اول مجله، تصاویری از مجسمه‌های دوک دوگیو لیمانو، و شب و روز از آرامگاه مدیسی اثر میکل‌آنژ چاپ شده است.
از مطالب جالب توجه جام جم، مقالهٔ مفصلی پیرامون شعر نوست که از شمارهٔ سوم و چهارم - خرداد و تیر ۱۳۲۸ - در مجله چاپ می‌شود. نویسندهٔ آن مقاله منوچهر شیبانی است.
جام جم ماهانه بود؛ شش شماره منتشر شد؛ و اشعاری از منوچهر شیبانی و سهراب سپهری و چند شاعر ناشناخته به چاپ رساند.

## پی‌نوشت
1. 1 2 3 4 5 6 7 8  جواهری گیلانی، محمدتقی (شمس لنگرودی). تاریخ تحلیلی شعر نو - جلد اول: ۱۲۸۴–۱۳۳۲ه‍. ش، [ویرایش دوم]. تهران: نشر مرکز، ۱۳۷۷